# Милая, не надо!
«Милая, не надо!» (англ. Honey Don’t!) — художественный фильм 2025 года режиссёра Итана Коэна. Главные роли в нём сыграли Обри Плаза, Крис Эванс и Маргарет Куолли.

## Сюжет
Действие фильма будет происходить в городе Бейкерсфилд в Калифорнии. Главные герои — частный сыщик, лидер культа и роковая женщина.

## В ролях
- Обри Плаза
- Крис Эванс
- Маргарет Куолли
- Чарли Дэй
- Билли Айкнер
- Габби Бинс
- Талия Райдер
- Лера Абова
- Jacnier
- Кристен Коннолли
- Лена Холл
- Дон Суэйзи
- Джош Пафчек
- Кейл Браун
- Александер Карстою
- Кристиан Антидорми

## Производство и релиз
О начале работы над фильмом стало известно в январе 2024 года, ещё до премьеры первого сольного фильма Итана Коэна — «Красотки в бегах». Над сценарием работают сам Коэн и его жена Триша Кук. Продюсерами проекта стали Тим Беван, Эрик Феллнер и Роберт Граф. Главные роли получили Обри Плаза, Крис Эванс и Маргарет Куолли. В апреле 2024 года Чарли Дэй, Билли Айкнер, Габби Бинс, Талия Райдер, Лера Абова, Jacnier, Кристен Коннолли, Лена Холл, Дон Суэйзи, Джош Пафчек, Кейл Браун, Александер Карстою и Кристиан Антидорми присоединились к актёрскому составу. Съёмки начались в Альбукерке, штат Нью-Мексико, 25 марта 2024 года и завершились 23 мая. Дистрибьютером картины станет компания Focus Features.
Премьера состоялась в мае 2025 года на Каннском кинофестивале, 22 августа картина выйдет в широкий прокат.